# Arnold Brinz
Arnold Brinz (* 5. November 1863 in Prag, Böhmen; † 17. März 1925 in München) war ein deutscher Verwaltungsjurist und Bezirksoberamtmann im Bezirksamt Ansbach.

## Leben
Arnold Brinz studierte Rechtswissenschaften und legte 1888 das Große juristische Staatsexamen ab. Seit 1882 war er Mitglied des Corps Suevia München. Er kam 1890 als Assessor zum Bezirksamt Griesbach im Rottal und 1895 zum Bezirksamt Bruck (ab 1908 amtliche Bezeichnung Fürstenfeldbruck). Zum 16. August 1901 wurde er Bezirksamtsvorstand  mit der Amtsbezeichnung Bezirksamtmann im Bezirksamt Pegnitz. Dieses Amt übte er bis zu seinem Weggang zum 1. April 1908 zum Bezirksamt Ansbach aus, wo er 1911 zum Regierungsrat und am 1. November 1922 zum Oberregierungsrat ernannt wurde. Brinz ging zum 1. November 1924 in den Ruhestand.